# Trzebież
Tzebież (en allemand Ziegenort) est un village de la Voïvodie de Poméranie occidentale, Powiat de Police, Gmina de Police, en Pologne.
Le village de Trzebież se situe en Poméranie occidentale, sur la lagune de Szczecin, à 13 km de la vieille ville de Police.

## Histoire
Avant 1945, Ziegenort forme une commune dans l'arrondissement d'Ueckermünde, dans le district de Stettin de la province de Poméranie.

## Climat
| Mois                                             | jan.       | fév.       | mars       | avril     | mai       | juin      | jui.      | août      | sep.      | oct.      | nov.       | déc.       | année      |
| ------------------------------------------------ | ---------- | ---------- | ---------- | --------- | --------- | --------- | --------- | --------- | --------- | --------- | ---------- | ---------- | ---------- |
| Température minimale moyenne (°C)                | −3,7       | −3,1       | −0,5       | 2,8       | 7,4       | 11        | 12,6      | 12,3      | 9,3       | 5,8       | 1,8        | −1,6       | 4,5        |
| Température moyenne (°C)                         | −1         | −0,3       | 2,8        | 6,9       | 12,3      | 15,8      | 17,2      | 16,8      | 13,3      | 9,1       | 4,4        | 0,9        | 8,2        |
| Température maximale moyenne (°C)                | 1,2        | 2,5        | 6,4        | 11        | 16,8      | 20        | 21,3      | 21,2      | 17,7      | 12,7      | 6,7        | 3          | 11,7       |
| Record de froid (°C) date du record              | −28,2 1963 | −27,3 1956 | −23,2 1986 | −6,2 1990 | −3,8 1978 | −0,7 1977 | 5,3 1956  | 2,3 1964  | −3,1 1970 | −6,1 1956 | −11,5 1988 | −20,8 1961 | −28,2 1963 |
| Record de chaleur (°C) date du record            | 13,1 1983  | 17,6 1990  | 23,9 1968  | 30,3 1968 | 30,4 1971 | 33,3 1964 | 35,8 1959 | 34,9 1963 | 29,9 1951 | 26,3 1966 | 19,4 1968  | 15,3 1977  | 35,8 1959  |
| Précipitations (mm)                              | 36         | 24,3       | 33,4       | 35,5      | 50,5      | 56,7      | 58,2      | 54,6      | 48        | 39,5      | 49         | 43,1       | 528,8      |
| dont neige (cm)                                  | 195,9      | 121,5      | 48,3       | 2         | 0         | 0         | 0         | 0         | 0         | 0,3       | 10,5       | 65,8       | 444,2      |
| Nombre de jours avec précipitations              | 8,8        | 6,2        | 8,5        | 8,2       | 9         | 9         | 8,9       | 8,1       | 8,7       | 7,9       | 10,4       | 10,4       | 104        |
| dont nombre de jours avec précipitations ≥ 10 mm | 0,5        | 0,2        | 0,3        | 0,6       | 1,3       | 1,6       | 1,6       | 1,4       | 1,1       | 0,9       | 1          | 0,8        | 11,1       |
| Humidité relative (%)                            | 88,2       | 85,9       | 81,9       | 78,8      | 75,9      | 76,9      | 78,7      | 79,9      | 83,5      | 86,3      | 87,8       | 88,7       | 82,7       |

| Diagramme climatique                                  |             |             |           |             |          |              |              |           |             |          |           |
| J                                                     | F           | M           | A         | M           | J        | J            | A            | S         | O           | N        | D         |
| 1,2−3,736                                             | 2,5−3,124,3 | 6,4−0,533,4 | 112,835,5 | 16,87,450,5 | 201156,7 | 21,312,658,2 | 21,212,354,6 | 17,79,348 | 12,75,839,5 | 6,71,849 | 3−1,643,1 |
| Moyennes : • Temp. maxi et mini °C • Précipitation mm |             |             |           |             |          |              |              |           |             |          |           |

## Tourisme
- Église (XVIIIe siècle)
- ville d'eaux (lagune de Szczecin)

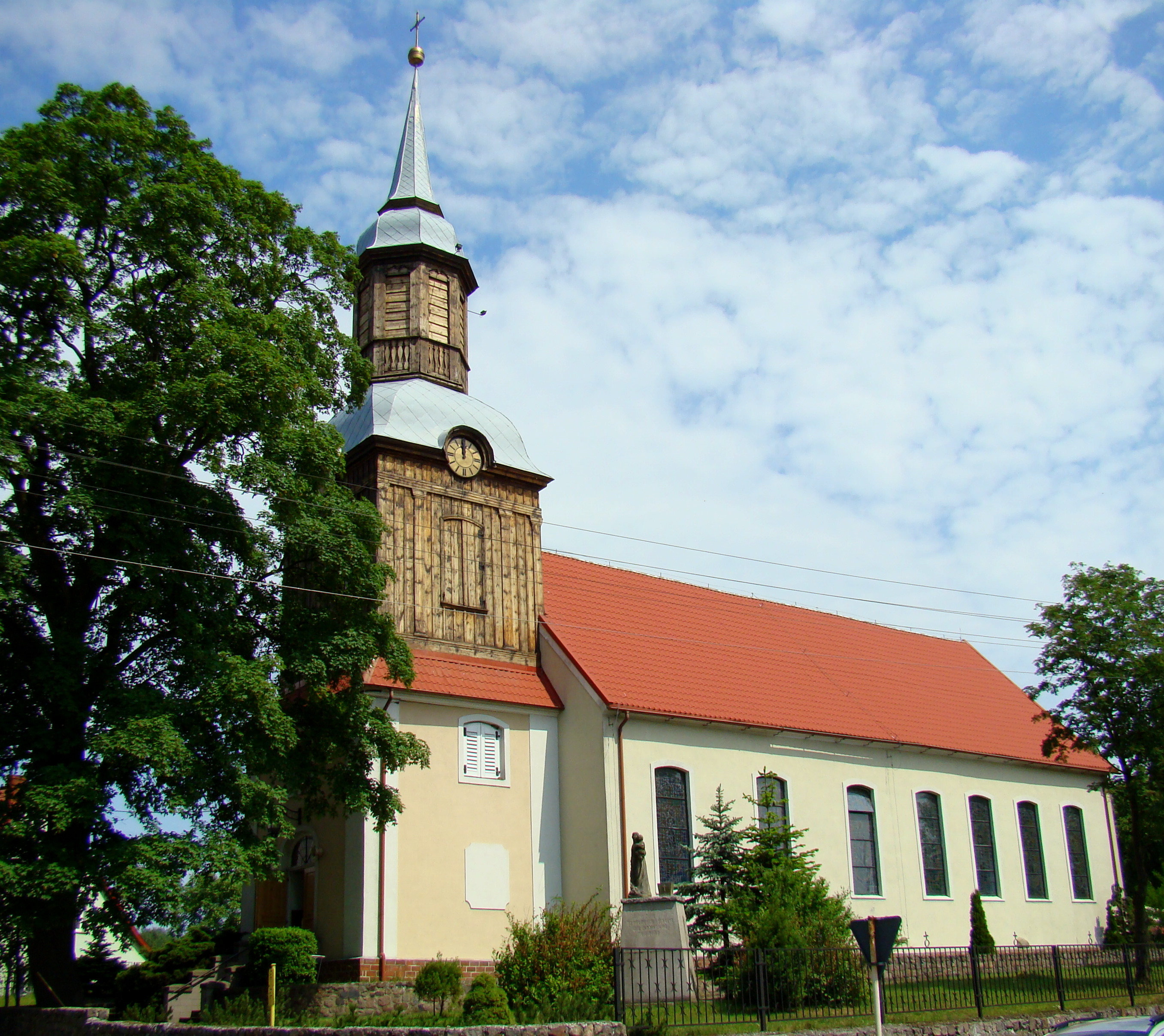
Église à Trzebież
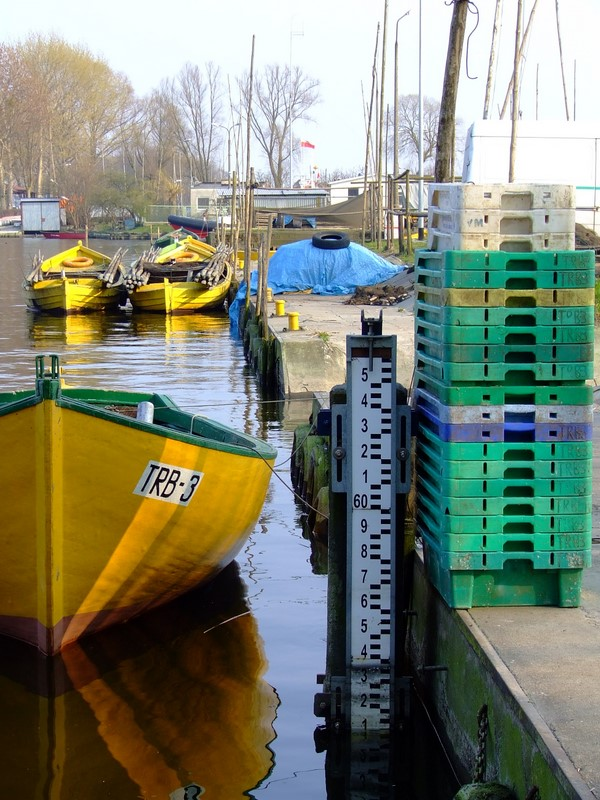
Port (marine) à Trzebież
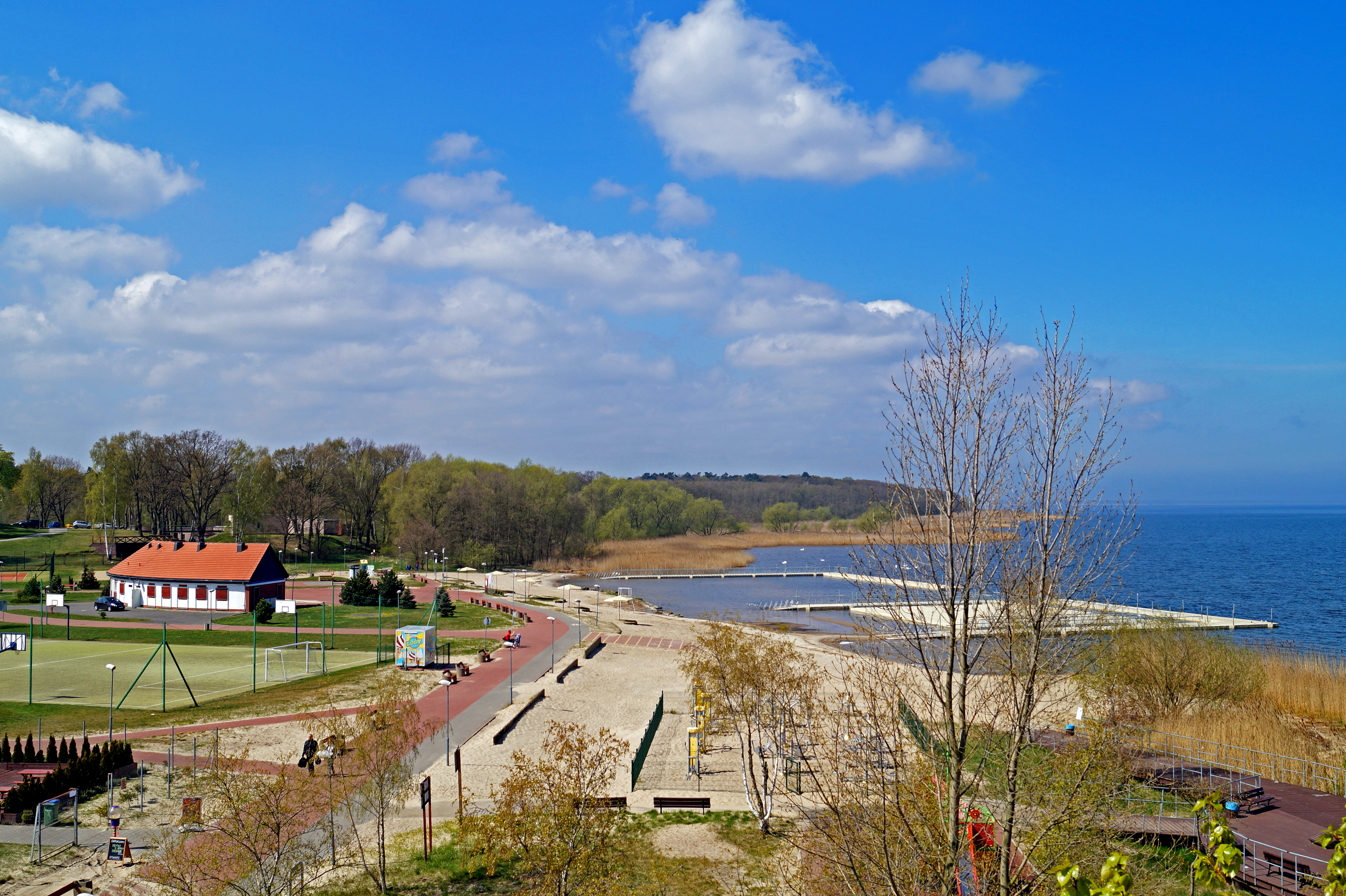
Plage à Trzebież

## Villes importantes proches
- Police
- Nowe Warpno
- Szczecin